# Actoés I
Actoés I (em grego clássico: Αχθωης; romaniz.: Achthoes) ou Queti I (em egípcio: ḫtj(j)) foi fundador da IX ou X dinastia. É atestado no Cânone de Turim, uma lista real do tempo de Ramessés II. O nome que vem a seguir ao seu está danificado, não sendo possível identificar seu sucessor. A seguir deste nome aparece o de Neferquerés VII.